# Darik
Darik es una localidad del raión de Amasiay, en la provincia de Shirak, Armenia, con una población censada en octubre de 2011 de 11 habitantes. 
Se encuentra ubicada al noroeste de la provincia, a poca distancia de la frontera con Turquía y Georgia.